# Bolesław Rozensztadt
Bolesław Rozensztadt, również Rozensztat (ur. 28 października 1887, zm. 1943) – polski adwokat pochodzenia żydowskiego, członek Judenratu w getcie warszawskim.

## Życiorys
Mieszkał w Warszawie, gdzie od 1920 roku pracował jako prawnik. Prowadził własną kancelarię przy ulicy ulicy Wilczej 47/49. Był prawdopodobnie żonaty. Przed wojną był członkiem sądu dyscyplinarnego Naczelnej Rady Adwokackiej. 
Po wybuchu II wojny światowej trafił do getta warszawskiego, gdzie mieszkał przy ul. Prostej 12, a następnie przy ul. Muranowskiej 42. Pełnił funkcje członka Rady Żydowskiej zasiadając w niej już od pierwszego okupacyjnego składu. Był przewodniczącym Wydziału Nieruchomości i Urządzeń Użyteczności Publicznej oraz Wydziału Prawnego. Był też przewodniczącym Batalionu, a następnie Wydziału Pracy. Po wielkiej akcji deportacyjnej i reorganizacji rady w sierpniu 1942 roku został mianowany kierownikiem Referatu Prawnego jej Wydziału Ogólnego. On sam i podlegli mu urzędnicy odpowiadali m.in. za formułowanie rozporządzeń, ogłoszeń i oświadczeń Judenratu. Jego brat, Władysław, był kierownikiem Kursów Przysposobienia Rzemieślniczego organizowanych przez Judenrat.  
W trakcie akcji styczniowej w getcie warszawskim został w dniu 18 stycznia 1943 roku deportowany do obozu zagłady w Treblince.